# Wärmeschublade

Aufbau einer Wärmeschublade

Eine Wärmeschublade ist ein Kücheneinbaugerät, das wie eine Schublade zu öffnen ist und eine Temperiereinheit besitzt. In der Regel geht der Temperaturbereich bei Wärmeschubladen bis ca. 80 °C, was eine Reihe von Anwendungsmöglichkeiten eröffnet (siehe unten).
Gängige Formate von Wärmeschubladen sind 140 mm oder 290 mm Höhe bei jeweils einer Breite von 600 mm. Hochwertige Wärmeschubladen besitzen meist eine Umluftheizung in Kombination mit einer Glasheizplatte sowie einer Temperaturregelung, die es erlaubt, mehrere Anwendungen abzudecken.

## Anwendungen
- Vorwärmen von Geschirr
- Warmhalten von Speisen
- Niedrigtemperaturgaren
- Auftauen von tiefgekühlten Lebensmitteln
- Trocknen/Dörren von Obst